# Diclorfenamida
La diclofenamida o diclorfenamida (C6H6C12N2O4S2) es un diurético inhibidor de la anhidrasa carbónica empleado en el tratamiento del glaucoma primario y durante la fase aguda del glaucoma secundario como inhibidor de la anhidrasa carbónica y como agente oftálmico. Fórmula química: 4,5-dicloro 1,3-bencendosulfonamida
La diclorfenamida se utiliza para disminuir la cantidad de fluido producido por los ojos (humor acuoso), ya que tiene un efecto sobre la producción del mismo y por el contrario no se utiliza para aumentar su drenaje. Este enzima participa en el epitelio ciliar (el tejido diana de la diclofenamida), en la secreción del humor acuoso, y su inhibición supone una disminución de su secreción (40-50%), y en consecuencia se produce un descenso de la presión intraocular.
La diclofenamida es un polvo cristalino blanco o casi blanco con un olor muy suave muy característica; se funde entre 236,5 y los 240 °C. Es un compuesto muy poco soluble en agua, completamente soluble en NaOH 1M; soluble en alcohol y ligeramente soluble en éter.
En la preparación de la diclofenamida se hace reaccionar o-clorofenol con ácido clorosulfónico para formar cloruro de 5-cloro-4-hidroxi-1,3-bencenodisulfonilo, el que después de ser tratado con PCl5 para reemplazar al grupo 4-hidroxi por cloro. La amonolisis del cloruro de sulfinilo permite obtener la disulfamida.

## Terminología

### Otros nombres químicos (Nombres Clasificación de Relaciones Exteriores)
- Diclofenamidum (latín)
- Diclofenamid (alemán)
- Diclofénamide (francés)
- Diclofenamida (español)

### Nombres genéricos
- Dichlorphenamide (OS: BAN)
- Diclofenamide (OS: JAN, DCIT, BAN)
- Diclofénamide (OS: DCF)
- CB 8000 (IS)
- Dichlorphenamide (PH: USP 32, BP 1993)
- Diclofenamide (PH: JP XV)

### Casas comerciales
- Glauconide® (Llorens, Spain)
- Daranide® (Taro, United States)
- Diclofen® (uso en veterinaria) (Eurovet, Netherlands)
- Fenamide (Farmigea, Italy)
- Oratrol® (Alcon, Luxembourg)

Otros fármacos de la familia de los inhibidores de la anhidrasa carbónica, que actúan también en el epitelio ciliar son: acetazolamida,  metazolamida i dorzolamida.

## Mecanismos de acción

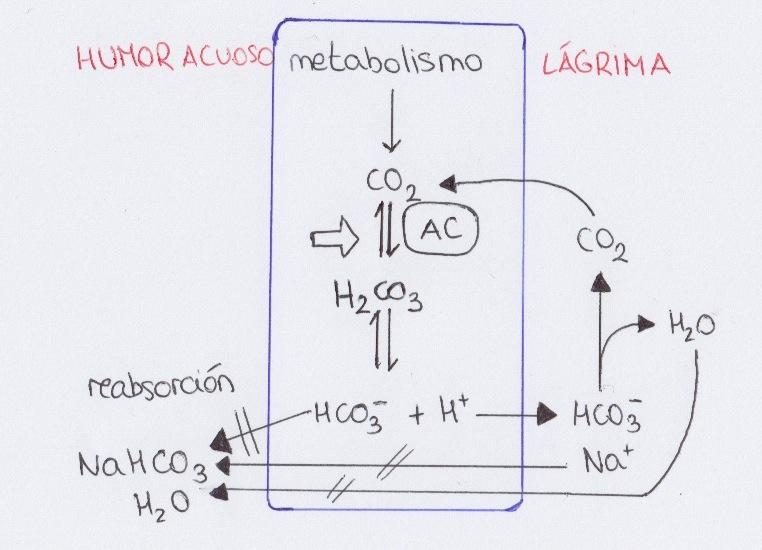
Esquema mecanismos de acción

Los inhibidores de la anhidrasa carbónica ( IAC ) se utilizan por su efecto sobre la producción de humor acuoso. La AC una enzima muy importante ya que regula y mantiene el pH regulando la reacción :
CO2 + H2O → HCO-3 + H+
La regulación se da en función de las necesidades del organismo. El HCO-3 se reabsorbe i los iones H+ son secretados al lumen tubular para el intercambio con el Na el cual se reabsorbe. Un desajuste en la reabsorción del bicarbonato provocaría acidosis o alcalosis sistémica. Este enzima participa en el epitelio ciliar en la secreción de humor acuoso, y su inhibición supone una disminución de su secreción (40-50%).

## Indicación-Glaucoma
El glaucoma es un trastorno consistente el aumento de la presión intraocular (PIO) que provoca el endurecimiento del globo ocular, la atrofia del nervio óptico y alteraciones en el campo visual (Diccionario de Oftalmología – TERMCAT). El glaucoma se produce por una disminución del drenaje, por esto la solución ideal sería aumentar el drenaje pero esto es muy difícil y muchas veces hay que disminuir la producción de humor acuoso para tratar el glaucoma.
La Organización mundial de la salud (OMS) calcula que el glaucoma es la segunda causa común de ceguera y 4,5 millones de personas la sufren en la actualidad y con una proyección de 11 millones de afectados en el 2020 (OMS;  12 de marzo de 2009). 
Se puede clasificar el glaucoma según la forma del ángulo iridocorneal, o bien, según la presencia o ausencia de factores que contribuyen al aumento de la presión intraocular, el glaucoma primario o secundario. O por último, si utilizamos la edad del individuo para clasificar el tipo de glaucoma tenemos glaucomas congénitos, infantiles, juveniles o adultos. 
Como a glaucoma primario tenemos; el glaucoma primario y cerrado (agudo) en qué la cámara anterior es poco profunda y el iris, unido a la córnea, dibuja un ángulo cerrado de manera que la reabsorción del humor acuoso es imposible. La finalidad del tratamiento es disminuir la PIO tan rápidamente como sea posible, mediante agentes hiperosmóticos junto a un inhibidor de anhidrasa carbónica sistémico (diclofenamida). También tenemos el glaucoma primario en ángulo abierto (crónico) en que el ángulo abierto de la cámara anterior, aun estando abierta, no permite la filtración normal del humor acuoso a causa de una pérdida gradual de permeabilidad de los tejidos. Este último se desarrolla con más frecuencia y puede ser más grave en personas de etnia negra. Su tratamiento consiste en la disminución de la PIO lo suficiente para disminuir la a agresión al nervio óptico. Los inhibidores de anhidrasa carbónica se suelen utilizar como tratamiento de segunda línea y conjuntamente con beta-bloqueantes.

## Diclofenamida como principio activo en los medicamentos

### Consideraciones
Puede tomar este tipo de medicamentos con o sin alimentos; si tiene molestias de estómago, tómelo con algún alimento. Tome las cápsulas enteras, sin abrir ni masticar, tragándolas con ayuda de un vaso de agua. Es aconsejable que lo tome por las mañanas o al mediodía para evitar tener que levantarse por la noche para orinar. Si es usted diabético/a, tenga en cuenta que este medicamento puede alterar los niveles de glucosa en sangre y orina. No tome aspirina mientras dure el tratamiento. Informe a su médico si está embarazada o cree que puede estarlo, así como si quedase embarazada durante el tratamiento. Avise a su médico si tiene algún hijo al que esté dándole el pecho.

### Dosificación-Posología
Su aplicación ha variado durante los años ya que inicialmente este grupo de fármacos se utilizaba por vía sistémica, cosa que debido a su mala farmacocinética en solución tópica producía numerosos efectos secundarios en otros tejidos (eritrocitos, riñón,...). Este inhibidor de la anhidrasa carbónica se administra sistémicamente en pacientes con un tipo de glaucoma que no responden suficientemente a la medicación tópica.  Aunque se prefiere la administración por vía tópica (colirios) a la sistémica porque permite evitar los efectos secundarios. 
En el caso de utilizar la oral sería inicialmente una dosis de 100-200 mg; continuar con 100 mg/12h; mantener 25-50 mg/8-24h.

### Efectos secundarios
Tanto la diclorfenamida como la acetozalomida dan vómitos, diarreas, acidosis metabólica y a largo plazo pérdida de k+  . Si tenemos que utilizar alguno, la diclorfenamida tiene menos efectos secundarios.
Los efectos adversos de la terapia con IAC sistémicos suelen depender de la dosis. Muchos pacientes experimentan parestesias en los dedos de manos y pies laxitud. Puede aparecer malestar abdominal, diarrea, pérdida del libido. Aumenta el riesgo de formación de cálculos renales y puede aparecer depresión grave.

### Precauciones y contraindicaciones
Se debe evitar un uso largo en el tiempo, además hay que tener una especial precaución si se padece insuficiencia renal o hepática, litiasis renal, E. de Addison, acidosis metabólica o respiratoria, discrasias sanguíneas, litiasis renal o reacciones de hipersensibilidad.
La diclofenamida está contraindicada en caso de alergias al fármaco, insuficiencia renal severa, insuficiencia hepática severa, lactancia o embarazo.
Según la Clasificación del riesgo fetal de los fármacos por parte de la FDA (agencia reguladora del uso de medicamentos en los Estados Unidos), estableció que la diclofenamida durante el embarazo y la lactancia tiene efectos adversos en el feto (teratogénico, en el embrión u otros) y no existen estudios controlados en mujeres, o no se dispone de estudios en mujeres y animales (FDA: C).

## La diclorfenamida como dopaje en el deporte
La diclorfenamida es una de las muchas sustancias prohibidas tanto dentro como fuera del mundo de la competición deportiva. La diclofenamida está considerada como dopaje lo cual destruye los principios éticos de la competición, anula la función educativa del deporte, atenta contra la salud del deportista tramposo, e indirectamente perjudica al deportista honesto. Esta sustancia se considera dopaje por su efecto diurético ya que se encuentra entre los diuréticos de media eficacia cuya función es la de enmascarar otras sustancias como por ejemplo los anabolizantes mediante la eliminación de agua y sodio del organismo a través de la orina. Entre los medicamentos diuréticos encontramos los inhibidores de la anhidrasa carbónica como la diclofenamida.